# Gunung Tembok
Gunung Tembok är ett berg i Indonesien.   Det ligger i provinsen Aceh, i den västra delen av landet, 1 600 km nordväst om huvudstaden Jakarta. Toppen på Gunung Tembok är 1 891 meter över havet.
Terrängen runt Gunung Tembok är varierad.Runt Gunung Tembok är det ganska glesbefolkat, med 21 invånare per kvadratkilometer. I omgivningarna runt Gunung Tembok växer i huvudsak städsegrön lövskog.